# Trelde-Østerby
Trelde-Østerby er et byområde i Sydjylland med 660 indbyggere  (2024) . Trelde-Østerby er beliggende ved Vejle Fjord en kilometer øst for Bøgeskov, syv kilometer nord for Fredericia og 20 kilometer sydøst for Vejle. Trelde-Østerby tilhører Fredericia Kommune og er beliggende i Region Syddanmark.
Trelde-Østerby hører til Vejlby Sogn.